# FreedomPop
FreedomPop es una empresa de telefonía móvil fundada por Stephen Stokols y Steven Sesar en 2011. Inicialmente ofrecía sus servicios en Estados Unidos y Reino Unido; en julio de 2016 inició operaciones en España y posteriormente en México. 

## Países en los que opera

### Estados Unidos
Hace uso de las redes de Sprint y AT&T.

### Reino Unido
Hace uso de la red de Hutchison 3G, con Three.

### España
En España, hace uso de varios métodos y acuerdos.
Inicialmente proveía sus servicios exclusivamente con datos (telefonía IP y SMS con una aplicación disponible para Android e iOS) a través de la plataforma de Fogg Mobile utilizando los acuerdos de roaming ilimitado con el operador Three en Reino Unido (pudiendo los usuarios hacer uso de los servicios en 25 países), con numeraciones asignadas desde Parlem en España (que a su vez eran numeraciones heredadas de FonYou), servicios que siguen activos, aunque se desconoce hasta cuándo.
En agosto de 2017, ha anunciado la posibilidad de 4G, llamadas y SMS con la red convencional GSM (sin posibilidad de roaming) para los usuarios tras un acuerdo con MásMóvil, aunque por el momento es necesario realizar una nueva contratación.
Su modelo de negocio consiste principalmente en intentar colocar servicios adicionales durante la contratación, para después intentar que los usuarios contraten una tarifa de pago con mayores prestaciones. También comercializan con ciertos datos de los usuarios con el fin de ofrecer soluciones comerciales a medida.

#### Críticas
En cierto modo no opera como operador móvil virtual en España. También ha recibido numerosas críticas por cobros indebidos.[cita requerida] Desde que la CNMC, el regulador en España, abriese un expediente a FreedomPop y Parlem, desde FreedomPop han comenzado a cerrar un acuerdo de migración de sus servicios a la plataforma de MásMóvil, con cobertura a nivel mayorista de Orange.
En España se obtenía acceso a las redes de Orange, Telefónica Móviles España (Movistar) y Xfera (Yoigo) hasta el 1 de agosto de 2017, fecha en la que se informó a los mismos que únicamente tendrían servicios en la red de Orange, debido al acuerdo con MásMóvil, aunque inicialmente era posible hacer uso de cualquiera de las redes disponibles en el país.

#### Cortes de servicio
A principios de 2017 se han producido varios cortes de servicio en las redes disponibles, que se han prolongado desde el 9 de febrero de 2017 hasta el 14 de febrero de 2017 e incluso varias semanas por un tiempo indefinido. Medios de comunicación y usuarios barajan que esto se ha producido debido a que FreedomPop ha hecho uso en exceso de los recursos de red física de los grandes operadores, que tuvieron que priorizar los accesos. FreedomPop alegó semanas después a través de un comunicado que se trataba de un boicot por parte del oligopolio de los tres grandes operadores de telefonía móvil en España, ya que existe un acuerdo de nivel de servicio entre Fogg Mobile a nivel internacional.

### México
FreedomPop ha comenzado en fase beta (de prueba) en México, con el fin de que los usuarios se registren para que antes de su lanzamiento, puedan recibir una SIM gratuita y puedan probar los servicios.

## Redes en uso
| Red                                  | Tipo de servicio        | Tecnología | Datos en plan gratuito | País           | Servicio de voz                    | Roaming |
| ------------------------------------ | ----------------------- | ---------- | ---------------------- | -------------- | ---------------------------------- | ------- |
| Sprint                               | 4G SIM                  | 4G/CDMA    | 500MB                  | Estados Unidos | GSM/VoIP                           | No      |
| AT&T                                 | LTE GSM SIM             | 4G/GSM     | 200MB                  | Estados Unidos | Solo VoIP                          | No      |
| Three                                | Global SIM/WhatsApp SIM | 3G/GSM     | 200MB                  | Reino Unido    | Solo VoIP                          | Si      |
| Three                                | 4G SIM                  | 4G/GSM     | 200MB                  | Reino Unido    | GSM/VoIP                           | No      |
| Orange/Yoigo con Fogg Mobile         | Global SIM/WhatsApp SIM | 3G/GSM     | 200MB                  | España         | Solo VoIP (finaliza el 01/09/2017) | Si      |
| Orange con la plataforma de MásMóvil | 4G SIM                  | 4G/GSM     | 200MB                  | España         | GSM/VoIP                           | No      |
| Telcel                               | 4G SIM                  | 4G/GSM     | 100MB                  | México         | GSM/VoIP                           | Si      |

1. ↑  Se requiere un "Servicio Premium de Voz" activo.
2. ↑  La mayoría de OMV con Sprint tienen acceso a la red de Verizon, aunque FreedomPop es una excepción.
3. ↑   El servicio de voz finaliza el 1 de septiembre de 2017.